# Технички универзитет у Софији
Технички Универзитет (буг. Технически Университет) у Софији постоји од 1945. и данас га чини 16 факултета на територији Софије и два факултета у градовима Сливен и Пловдив. Два факултета на територији Софије су такође пројекти Немачке и Француске и на њима се настава спроводи на ова два језика.
На територији Универзитета се налази и студентски град, који удомљава преко 10000 студената и других становника.